# Người về từ Sao Hỏa
Người về từ Sao Hỏa (tựa gốc: The Martian) là bộ phim khoa học viễn tưởng năm 2015 được đạo diễn bởi Ridley Scott, với sự tham gia diễn xuất của Matt Damon. Bộ phim dựa theo cuốn tiểu thuyết cùng tên của Andy Weir và được Drew Goddard chuyển thể thành kịch bản. Damon trong vai một phi hành gia bị tưởng là đã chết và bị bỏ lại ở Sao Hỏa. Bộ phim kể về sự xoay xở của anh để sống sót và nỗ lực của mọi người để cứu anh. Dàn diễn viên của phim còn bao gồm Jessica Chastain, Kristen Wiig, Michael Pena, Kate Mara, Sean Bean, Sebestian Stan, Aksel Hennie và Chiwetel Ejiofor.
Nhà sản xuất Simon Kinberg tiến hành sản xuất bộ phim sau khi 20th Century Fox mua lại bản quyền của cuốn sách vào tháng 3 năm 2013. Goddard chuyển thể cuốn sách thành kịch bản và ban đầu được giao làm đạo diễn, nhưng bộ phim đã không tiến triển. Scott thay thế Goddard và với Damon trong vai chính, sản xuất bộ phim được tiến hành. Bộ phim bắt đầu quay vào tháng 11 năm 2014 và kéo dài khoảng 70 ngày. Khoảng 20 cảnh dựng ở một trong những âm tầng lớn nhất thế giới tại Budapest, Hungary. Wadi Rum ở Jordan cũng là nơi để quay phim bằng màn xanh. 
Bộ phim ra mắt ở Liên hoan phim quốc tế Toronto 2015 vào ngày 11 tháng 9 năm 2015. 20th Century Fox phát hành bộ phim ở Mỹ ngày 2 tháng 10 năm 2015 và ở Việt Nam cùng ngày hôm đó. Bộ phim trình chiếu dưới định dạng 2D, 3D, IMAX 3D và 4DX. Bộ phim nhận được phản hồi tích cực và thu về hơn 620 triệu đô-la Mỹ trên toàn cầu, trở thành phim có doanh thu cao nhất của Scott cho đến nay, cũng như là bộ phim có doanh thu đứng thứ 10 năm 2015. Bộ phim nhận được một vài giải thưởng, bao gồm Giải Quả cầu vàng cho phim ca nhạc hoặc phim hài hay nhất, 7 đề cử cho Giải Oscar, bao gồm "Phim hay nhất" và "Kịch bản chuyển thể xuất sắc nhất" cho Goddard. Diễn xuất của Damon cũng lọt vào nhiều danh sách đề cử, bao gồm Giải Oscar cho nam diễn viên chính xuất sắc nhất, Giải BAFTA cho nam diễn viên chính xuất sắc nhất, Giải BFCA cho nam diễn viên chính xuất sắc nhất và giành chiến thắng Giải Quả cầu vàng cho nam diễn viên phim ca nhạc hoặc phim hài xuất sắc nhất.

## Nội dung
Phi hành đoàn tàu Ares III trong nhiệm vụ đặt chân đến sao Hỏa đang khám phá Đồng trũng Acidalia Planitia vào ngày sao Hỏa thứ 18 trong chuyến hành trình 31 ngày của họ. Một cơn bão bụi đã ép họ phải trở về con tàu quỹ đạo Hermes. Trong chuyến trở về, phi hành gia Mark Watney (Matt Damon) bị tấn công bởi nhiều mảnh vụn và mất tích trong cơn bão; các phép đo từ xa qua bộ đồ du hành không cho thấy dấu hiệu của sự sống. Cùng với những người khác trong trận bảo, trưởng đoàn Melissa Lewis đưa ra yêu cầu khởi hành tàu lên sao Hỏa (MAV) mà không có anh. 
Watney được đánh thức sau trận bão nhờ báo hiệu sắp hết oxy, và lên đường trở về "Hab", căn cứ của phi hành đoàn trên sao Hỏa. Anh gỡ mảnh ăng-ten ở thân và máy phát hiện sự sống, thứ đã gây ra việc phát hiện sự sống không chính xác, và bắt đầu quay nhật ký của mình. Anh nhận ra cơ hội sống sót duy nhất của mình là khi con tàu Ares IV đặt chân đến hố Schiaparelli, cách đó khoảng 3235 km, trong vòng 4 năm nữa. Sau khi tính toán được số thức ăn còn lại chỉ đủ cho 300 ngày sao Hỏa (khoảng 309 ngày Trái Đất), Watney, nhà thực vật học, chế tạo ra một vườn cây với đất sao Hỏa đã được bón với chất thải trong chân không, nước được sản xuất bằng cách tách Hiđrô từ nhiên liệu tên lửa còn thừa rồi oxy hóa chúng bằng lửa, và củ khoai được giữ cho Phục Sinh. Anh cũng bắt đầu sửa chiếc rover (dùng để thám hiểm vũ trụ) duy nhất còn hoạt động để đi lại trên sao Hỏa.
Xem xét những tấm ảnh chụp qua vệ tinh của sao Hỏa, người chỉ huy nhiệm vụ Vincent Kapoor và người lập kế hoạch cho vệ tinh Mindy Park nhận ra Watney đã sống sót. Mặc kệ lời phản đối từ chỉ huy chuyến bay Mitch Henderson, nhà quản lý NASA Teddy Sanders quyết định sẽ không thông báo điều này tới thủy thủ tàu Ares III, nghĩ rằng tin này sẽ khiến họ xao lãng khỏi nhiệm vụ.
Watney dùng chiếc rover để lấy lại tàu thăm dò không người lái Pathfinder, thứ đã im lặng từ 1997. Sử dụng camera của chiếc tàu, anh đã thiết lập được kết nối với Phòng Thí nghiệm Sức đẩy Phản lực (JPL). NASA hướng dẫn Watney nối chiếc rover với Pathfinder để họ có thể giao tiếp thông qua tin nhắn. Watney tức giận khi biết thủy thủ đoàn không hề biết tới sự sống của anh, và Sanders đã giao cho Henderson thông báo cho họ.
Henderson và chỉ đạo của JPL lập ra một kế hoạch để gửi tàu Thăm dò không gian đến sao Hỏa và cung cấp Watney đủ thức ăn để sống sót cho đến khi tàu Ares IV đến nơi. Nhưng khi nút không khí của Hab bị giảm sức ép một cách dữ dội, Sanders yêu cầu đoàn tăng tốc nhiệm vụ cung cấp bằng cách bỏ qua mọi sự kiểm tra về độ an toàn. Chiếc tàu cung cấp nổ sau khi cất cánh.
Trạm Kiểm soát Không gian Quốc gia Trung Quốc đã đề nghi với NASA Taiyang Shen, một chiếc máy được kiểm định có thể mang gói hàng đến sao Hỏa. Trong lúc đó, nhà động lực học vũ trụ của JPL, Rich Purnell xác định được một đường bắn để đưa Hermes tới sao Hỏa nhanh hơn, sử dụng máy bắn của Trung Quốc thay vì cung cấp lại cho nó đồ ăn cho 18 tháng. Sanders không đồng ý với kế hoạch, từ chối mạo hiểm thủy thủ đoàn, nhưng Henderson lén lút gửi chi tiết kế hoạch cho Hermes. Lewis và thủy thủ đoàn đã nhất trí sử dụng kế hoạch, và NASA - không thể ngăn chặn họ - tiến hành cung cấp lại trong lúc Hermes bay đến sao Hỏa.
Sau 461 ngày sao Hỏa, Watney bắt đầu chuyến hành trình 90 ngày để đến hố Schiaparelli, nơi MAV của nhiệm vụ Ares IV đã hạ cánh. Để gặp Hermes bay qua, Watney phải giảm trong lượng của nó, loại bỏ các dụng cụ bao gồm cửa sổ, mũi tàu và vỏ. Với Watney ở trên MAV đã bị phá hủy, thủy thủ đoàn Hermes điều khiển nó từ xa, nhưng tốc độ và khoảng cách lại không như dự kiến. Hermes cố gắng đổi tốc độ và giảm sức ép để điều chỉnh vận tốc. Lewis dùng Bộ điều khiển thủ công, vận hành bằng khí ni-tơ, để tới tàu của Watney nhưng không thể với tới anh. Watney chích vào lỗi của bộ đồ du hành và dùng khí thoát ra để đẩy mình tới chỗ Lewis. Đoàn thủy thủ đoàn tụ và những đám đông quanh thế giới hò reo. 
Sau khi trở về Trái Đất, Watney bắt đầu công việc mới, hướng dẫn sống sót cho những phi hành gia tương lai. 5 năm sau, vào dịp bắt đầu nhiệm vụ Ares V, những người trong công cuộc giải cứu Watney đều đã trở lại cuộc sống hoặc  bắt đầu cuộc sống mới.

## Diễn viên
- Matt Damon trong vai Mark Watney.
- Jessica Chastain trong vai Melissa Lewis.
- Michael Peña trong vai Major Rick Martinez.
- Kate Mara trong vai Beth Johanssen.
- Sebestian Stan trong vai Dr. Chris Beck.
- Aksel Hennie trong vai Dr. Alex Vogel.
- Chiwetel Ejiofor trong vai Vincent Kapoor.
- Mackenzie Davis trong vai Mindy Park.
- Sean Bean trong vai Mitch Henderson.
- Jeff Daniels trong vai Theodore "Teddy" Sanders.
- Donald Glover trong vai Rich Purnell.
- Hoàng Khải Hoàn trong vai Bruce Ng.

## Phát hành

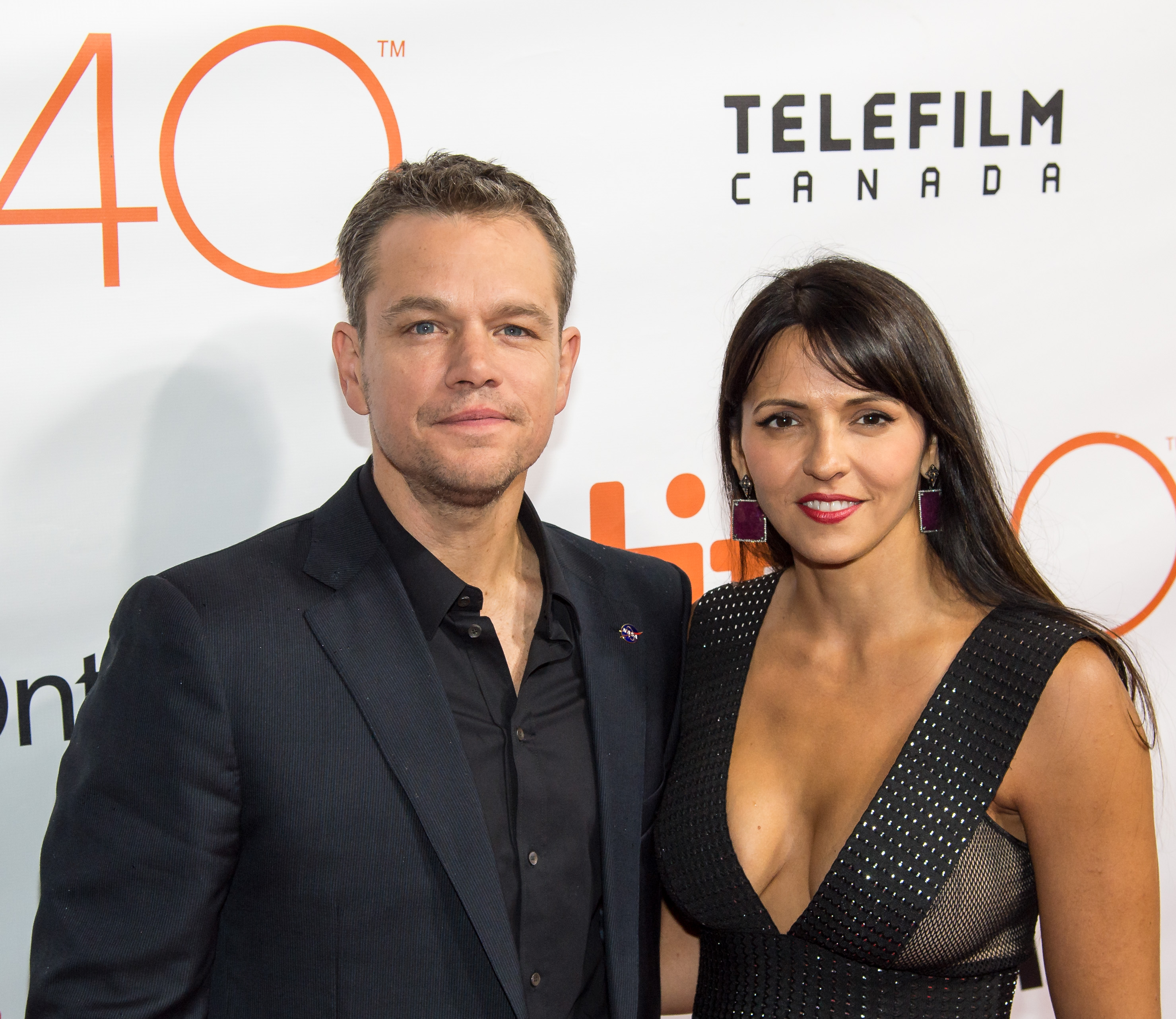
Matt Damon cùng vợ Luciana Bozán Barroso tại Liên hoan phim quốc tế Toronto 2015

Người về từ sao Hỏa khởi chiếu tại Liên hoan phim quốc tế Toronto vào ngày 11 tháng 9 năm 2015. Bộ phim được chiếu sớm tại Liên hoan phim New York ngày 27 tháng 9 năm 2015. Nó cũng được chiếu ở Fantastic Fest tại Austin, Texas ngày 29 tháng 9 năm 2015. Bộ phim được phát hành dưới định dạng Dolby Vision tại rạp Dolby ở Bắc Mỹ.

### Doanh thu ở rạp chiếu
Người về từ sao Hỏa là một thành công về doanh thu. Bộ phim thu về 228.3 triệu đô-la Mỹ ở Bắc Mỹ và 391.8 triệu đô-la Mỹ ở các vùng khác, đạt tổng doanh thu 620.1 triệu đô-la Mỹ. Đây là bộ phim có doanh thu cao nhất cho Fox năm 2015 và là phim có doanh thu đứng thứ 10 của năm.
Bộ phim được chiếu dưới định dạng 2D và 3D. Ở Anh, phim được khởi chiếu ngày 30 tháng 9 năm 2015, một ngày thứ Tư và ở Mỹ vào thứ Sáu cùng tuần, ngày 2 tháng 10 năm 2015. Bộ phim cũng được khởi chiếu tại 49 thị trường như Mexico, Hồng Kông, Ấn Độ, Đài Loan và Việt Nam vào cuối tuần từ 2 đến 4 tháng 10 và ở Đức, Nga, Hàn Quốc tuần sau đó. Bộ phim chiếu tại Tây Ban Nha vào 16 tháng 10 và ở Pháp vào 21 tháng 10. Trung Quốc khởi chiếu vào 25 tháng 11 và Nhật Bản muộn hơn khi mở vào 5 tháng 2 năm 2016. Nhiều trang đã dự đoán bộ phim sẽ mở màn trong khoảng 45-50 triệu đô-la tại Mỹ. CinemaScore khảo sát khán giả, những người đã cho bộ phim điểm "A" trên thang điểm từ A+ đến F. Khán giả bao gồm 54% là đàn ông và 59% trên 35 tuổi.
So với các phim không gian đương đại khác như Cuộc chiến không trọng lực hay Hố đen tử thần, Người về từ Sao Hỏa không được hưởng lợi từ định dạng IMAX, mà chỉ phát hành tại 350 rạp chiếu lớn, tại 2.550 địa điểm chiếu 3D. Ngoài ra, phim phát hành chỉ vài ngày sau khi NASA tìm thấy nước trên Sao Hỏa, có thể đã giúp phim tăng doanh thu trong tuần ra mắt. Trang bán vé trực tuyến Fandango báo cáo bộ phim này bán chạy hơn Cuộc chiến không trọng lực, mặc cho độ dài không cân xứng lẫn thiếu sự phong phú về kỹ xảo 3D.

## Phản hồi

### Đánh giá từ giới chuyên môn
Người về từ sao Hỏa nhận nhiều phản hồi tích cực khi khởi chiếu tại tại Liên hoan phim quốc tế Toronto. Trang web đánh giá phim Rotten Tomatoes khảo sát 290 nhà phê bình và xác định 92% trong số họ đưa ra phản hồi tích cực, với số điểm trung bình là 7.9 trên 10 với sự nhất trí rằng "Thông minh, ly kỳ và hài hước một cách đáng ngạc nhiên, Người về từ sao Hỏa là một bộ phim chuyển thể từ bộ sách bán chạy mà phát huy hết sức tài năng của nam chính Matt Damon và đạo diễn Ridley Scott." Trang web còn nhận định rằng Scott "đã khám phá những vùng đất hứa hẹn" hơn so với những phim trước của ông và "kết quả là một cuộc phiêu lưu đáng kinh ngạc đã khám phá ra những ý tưởng mới lạ nhưng vẫn đọng lại cảm xúc con người." Các nhà phê bình còn ca ngợi kĩ xảo, sự chính xác về mặt khoa học, và sự lý thú của bộ phim, nhờ vào màn thể hiện của Matt Damon. Metacritic cũng khảo sát 46 nhà phê bình và 40 trong số đó phản hồi tích cực, 6 người còn lại có ý kiến lẫn lộn về bộ phim, với số điểm trung bình 80/100, xếp loại phim "được phản hồi tích cực".

### Giải thưởng
Bộ phim được ca ngợi bởi giới chuyên môn và xuất hiện trong Top 10 Phim 2015 của nhiều nhà phê bình. Bộ phim nhận được nhiều giải thưởng và đề cử bao gồm 26 cái cho Phim Hay Nhất, 20 cho đạo diễn xuất sắc nhất và 19 cho Nam chính xuất sắc nhất. Viện phim Mỹ chọn phim làm một trong 10 phim hay nhất năm. Bô phim nhận được hai Giải Quả cầu vàng cho Giải Quả cầu vàng cho phim ca nhạc hoặc phim hài hay nhất và Giải Quả cầu vàng cho nam diễn viên phim ca nhạc hoặc phim hài xuất sắc nhất. Scott cũng được đề cử cho Giải Quả cầu vàng cho đạo diễn xuất sắc nhất. Bộ phim cũng nhận được 9 đề cử của Hiệp hội Phê bình Phim Phát sóng, bao gồm Phim hay nhất, Đạo diễn xuất sắc nhất, Nam chính xuất sắc nhất, Kịch bản chuyển thể xuất sắc nhất và Kĩ xảo xuất sắc nhất. Bộ phim cũng nhận được 7 đề cử cho Giải Oscar bao gồm Giải Oscar cho phim hay nhất, Giải Oscar cho nam diễn viên chính xuất sắc nhất, Giải Oscar cho kịch bản chuyển thể xuất sắc nhất.